# Estação Federico Lacroze
A estação Federico Lacroze é um terminal ferroviário de Buenos Aires. É localizada no bairro de Chacarita, na intersecção das Avenidas Federico Lacroze e Corrientes, nas proximidades do Cemitério de la Chacarita. Deve seu nome a Federico Lacroze, o empresário que criou o primeiro sistema de bondes da cidade no século XIX. Quando o sistema ferroviário foi nacionalizado em 1948, a estação foi convertida em terminal das linhas do Ferrocarril General Urquiza. Possui integração com a estação Federico Lacroze da linha B do Metro de Buenos Aires.
É uma estação de trens metropolitanos e de longa distância. Na área da Grande Buenos Aires é um terminal dos trens metropolitanos do Ferrocarril General Urquiza, operados pela empresa Metrovías que também opera o metrô. O serviço é efetuado entre as estações Lacroze e  e General Lemos localizada na cidade de San Miguel na grande Buenos Aires.
Já a empresa Trenes Especiales Argentinos (TEA) opera serviiços ferroviários de longa distância  entre Buenos Aires a cidade de Posadas na província de Misiones. 
Este trem inclui paradas nas cidades de Zárate, Basavilbaso e Villaguay (Entre Ríos), Monte Caseros e Santo Tomé (Corrientes). Em meados de 2007 existiam serviços semanais ida e volta Buenos Aires (Federico Lacroze) - Posadas.